# Jiaodong-Halbinsel
Die Jiaodong-Halbinsel (chinesisch 胶东半岛, Pinyin Jiaodong Bandao) ist eine Halbinsel in der chinesischen Provinz Shandong. Sie liegt östlich des Jiaolai He und bildet einen Teil der Shandong-Halbinsel. Die Halbinsel umfasst das Gebiet der folgenden Städte und Kreise: Wendeng, Rongcheng, Weihai, Yantai, Rushan, Haiyang, Laiyang, Qixia, Penglai, Changdao, Longkou, Zhaoyuan, Laizhou, Laixi, Jimo, Qingdao, Jiaozhou, Jiaonan und Pingdu.
Auf dem Gebiet von Yantai liegt der Jiaodong Bandao Haibin-Nationalpark (chinesisch 胶东半岛海滨风景名胜区) mit seinen neolithischen Fundplätzen.